# Acridotarsa melipecta
Acridotarsa melipecta är en fjärilsart som beskrevs av Edward Meyrick 1915. Acridotarsa melipecta ingår i släktet Acridotarsa och familjen äkta malar. Inga underarter finns listade i Catalogue of Life.